# ديف غودن
ديف غودن (بالإنجليزية: Dave Godin)‏ هو موسيقي بريطاني، ولد في 21 يونيو 1936 في لامبيث في المملكة المتحدة، وتوفي في 15 أكتوبر 2004.